# Ogrzewanie płaszczyznowe
Ogrzewanie płaszczyznowe system ogrzewania niskotemperaturowego, w którym ciepło do pomieszczenia przekazywane jest przez otaczające przegrody (podłogę, ściany, sufit). Obniżenie temperatury czynnika grzewczego w ogrzewaniu płaszczyznowym nadrabiane jest większą powierzchnią grzewczą w stosunku do innych układów grzewczych. Podstawowymi zaletami ogrzewania płaszczyznowego są: przeciwdziałanie stratom ciepła bezpośrednio na przegrodzie oraz ograniczenie zjawiska konwekcji powietrza. 

## Sposób działania
Ogrzewanie płaszczyznowe do przekazywania ciepła wykorzystuje w głównym stopniu promieniowanie cieplne, przy czym stosunek udziału promieniowania do konwekcji jest różny w zależności od tego czy wykorzystujemy do ogrzewania płaszczyznowego powierzchnię podłogi, ścian czy sufitu. Pod tym względem najkorzystniejsze jest ogrzewanie sufitowe, jednakże ogrzewanie ścienne nadrabia poprawą termoizolacyjności przegrody zewnętrznej, a z kolei ogrzewanie podłogowe daje przyjemne uczucie ciepłej podłogi. Idealny system płaszczyznowy zakłada jednoczesne wykorzystanie wszystkich powierzchni, co z uwagi na koszty inwestycji jest rozwiązaniem niezwykle rzadko stosowanym. 
Wartością dodaną każdego ogrzewania płaszczyznowego jest możliwość chłodzenia płaszczyznowego. Wymaga ona dodatkowych nakładów inwestycyjnych, także na system sterowania i automatykę, jednakże gwarantuje najzdrowszy i najbardziej komfortowy system schładzania pomieszczeń.

## Typy
Podział ogrzewania płaszczyznowego ze względu na umiejscowienie elementów grzejnych:
- ogrzewanie ścienne

Ogrzewanie ścienne z uwagi na efektywność ekonomiczną i rozkład temperatur jest najlepszą formą ogrzewania płaszczyznowego. Ściana jako przegroda zewnętrzna stanowi największą powierzchnię dla strat ciepła a wprowadzenie energii cieplnej do wnętrza ściany poprawia jej właściwości termoizolacyjne i zapobiega stratom ciepła bezpośrednio w miejscu ich występowania. Ogrzewanie ścienne przesuwa też punkt kondensacji pary wodnej w kierunku zewnętrznej części ściany, co dodatkowo poprawia jej trwałość i praktycznie wyklucza zjawisko przemarzania. Jako emiter grzewczy ogrzewanie ścienne uzyskuje najlepszy rozkład temperatur w pomieszczeniu, gdyż równoważy i niweluje wpływ zimnej ściany zewnętrznej. Równy rozkład temperatur następuje jednocześnie na dwóch płaszczyznach: pionowej i poziomej. Dodatkowo ściana posiada dużo niższy opór grzewczy niż np. podłoga i nie ogranicza ją progowy parametr grzewczy co oznacza, że układ może uzyskiwać dużo wyższe moce grzewcze z jednego metra kwadratowego powierzchni ściany niż z podłogi. Ogrzewanie ścienne na przegrodach wewnętrznych stosuje się tylko jako uzupełnienie mocy grzewczej.
Brak popularności tej formy ogrzewania spowodowany jest dużą uciążliwością obecnych form konstrukcyjnych. Szansą dla rozwoju tego systemu są maty kapilarne i grzejniki dyfuzyjne
- ogrzewanie podłogowe

To obecnie najbardziej rozpowszechniona forma ogrzewania płaszczyznowego. Zawdzięcza to stosunkowo łatwemu montażowi i coraz atrakcyjniejszej cenie rur polimerowych oraz mat grzewczych (infrared). Podstawowa zaleta to efekt ciepłej podłogi, szczególnie odczuwalny np. w łazienkach. Z uwagi na stosunkowo małe straty cieplne w posadzce system nie może być tak efektywny jak ogrzewanie ścienne. Ma też najgorszy stosunek udziału promieniowania cieplnego do konwekcji spośród innych systemów płaszczyznowych. Dodatkowym problemem jest zazwyczaj duży opór grzewczy materiałów wykończeniowych np. panel podłogowy, wykładzina. Dlatego też do tego systemu grzewczego zaleca się głównie okładziny w formie płytek ceramicznych lub płyt kamiennych. Podłoga ma również ograniczenia temperaturowe (maksymalnie 15 stopni różnicy pomiędzy powietrzem, a powierzchnią podłogi), które nieprzestrzegane wywołują sporą cyrkulację kurzu. Dobry rozkład temperatur ogrzewanie podłogowe uzyskuje tylko w pionie.
- ogrzewanie sufitowe

To dobra forma ogrzewania płaszczyznowego, szczególnie pod względem wykorzystania systemu również do chłodzenia. Charakteryzuje się najwyższym procentem udziału promieniowania cieplnego w procesie przekazywania energii cieplnej i praktycznie brakiem zjawiska konwekcji. Układ jako system ogrzewania doskonale sprawdza się w obiektach z dużą ilością przegród przeszklonych. Jego wadą może być stosunkowo duży koszt inwestycyjny. Wysokość maksymalnej temperatury układu grzewczego w systemach sufitowych uzależnia się od wysokości pomieszczeń i ich przeznaczenia.
Podział ogrzewania płaszczyznowego ze względu na sposób rozprowadzania ciepła:
- wodne np. mata kapilarna, rurka Ø 10-20mm (polimerowa, miedziana, aluminiowa, stalowa)

Ogrzewanie płaszczyznowe wodne – głównie za sprawą tak zwanej podłogówki to najbardziej rozpowszechniona forma ogrzewania płaszczyznowego. Do transportu ciepła wykorzystuje się wodę z centralnego ogrzewania, która poprzez system rurek najczęściej polimerowych rozprowadza ciepło w warstwie posadzki lub tynku. System ścienny jest rzadziej stosowany głównie z uwagi na dużą pracochłonność i wysoką awaryjność układu. Problemy związane z odpowietrzeniem układu i duże opory przepływu często poważnie ograniczają projektowaną moc grzewczą. Dodatkowy problem stanowi kolizja z przewodami elektrycznymi prowadzonymi w ścianach. Rurki z wodą pokrywa się specjalnym tynkiem, gdyż z uwagi na jego ponadnormatywną grubość i powstające pod wpływem temperatury naprężenia często dochodzi do jego pękania.  
Sporym ułatwieniem dla instalatorów są maty kapilarne, jednak samo pokrywanie ich tynkiem nie jest już tak proste, szczególnie gęstych konstrukcji. Maty kapilarne nie rozwiązują również problemu awaryjności układu. W przypadku uszkodzenia rurki na skutek np. przewiercenia, wyciekająca woda poza szkodami materialnymi wyłączy także układ grzewczy. W przypadku mat kapilarnych dodatkowym problemem może być również jakość wody grzewczej. Rurki mat kapilarnych mają bardzo małe przekroje, które sprzyjają osadzaniu się kamienia.
Wodne systemy sufitowe wymagają solidnych konstrukcji wspierających z uwagi na ciężar napełnionego układu w systemie sufitów podwieszanych. To głównie za sprawą tych dodatkowych konstrukcji system sufitowy należy do najdroższych rozwiązań w ogrzewaniu płaszczyznowym wodnym.
- elektryczne np. przewód oporowy, infrared, promiennik

Ogrzewanie płaszczyznowe elektryczne to bardzo popularne rozwiązanie centralnego ogrzewania poza granicami Polski. Brak popularności w Polsce wiąże się zapewne z wysokimi kosztami energii elektrycznej i stosunkowo małą efektywnością ekonomiczną takiego układu. Starsze rozwiązania z drutem oporowym były często stosowane głównie w systemach ściennych. Niestety powstające wokół przewodów pole elektromagnetyczne przyciągało ładunki elektryczne wraz z kurzem, co w efekcie dawało nieestetyczne efekty wizualne na ścianie. Obecne maty infrared są bardzo popularną formą ogrzewania podłogowego. Prosty montaż i stosunkowo niska cena inwestycyjna zachęca do tej formy ogrzewania. Ciekawym rozwiązaniem są też promienniki, choć pomimo wykorzystania podobnej formy emisji promieniowania cieplnego stanowią raczej układ punktowy niż płaszczyznowy i nie są systemem niskotemperaturowym. Stosowane przeważnie w pomieszczeniach do sporadycznego przebywania. Charakteryzują się bardzo ograniczonym komfortem cieplnym, jednak posiadają dużo aspektów zdrowotnych wywołanych promieniowaniem IR.
- hypocaustyczne np. kanały ciepłego powietrza, piec kaflowy

Ogrzewanie płaszczyznowe hypocaustyczne – to najstarsza forma ogrzewania płaszczyznowego, znana już od co najmniej IV w. p.n.e. w krajach basenu Morza Śródziemnego. Wcześniej realizowana za pomocą specjalnych palenisk usytuowanych pod posadzką. Dziś to przeważnie system kanałów powietrznych w ścianie, do których ciepłe powietrze doprowadzane jest z wodnych grzejników rurowych dużej mocy. Swego rodzaju formą hypocaustu był popularny w XIX wiecznej Polsce piec kaflowy akumulacyjny. Działał ograniczoną płaszczyzną, jednak moc nadrabiał bardzo wysokim parametrem grzewczym i dużą pojemnością akumulacyjną. Z wiadomych powodów układ ten był mało ekonomiczny i nie tak wygodny jak rozpowszechnione w XX wieku grzejniki.
Dziś montaż takiego systemu wiąże się z projektowaniem na bardzo wczesnym etapie powstawania budynku i wznoszenia ścian z elementów systemowych.
- radiatorowe np. grzejnik dyfuzyjny

Ogrzewanie płaszczyznowe radiatorowe – to całkowita nowość, a z punktu widzenia systemów ściennych, swego rodzaju rewolucja. Układ jest swoistą hybrydą, gdyż jako zasilania używa wody z centralnego ogrzewania, jednak do rozprowadzania ciepła wykorzystuje już tylko radiator. Grzejnik podtynkowy, gdyż pod taką nazwą jest popularyzowany to urządzenie z odseparowanym układem wodnym c.o. od układu grzewczego, który odbiera ciepło z wody za pomocą suchego radiatora. System praktycznie eliminuje wszystkie dotychczasowe wady innych układów ściennych. Grzejnik dyfuzyjny jest bezpieczny, gdyż nie przenosi wody w warstwie tynku, można więc wiercić otwory w ścianie bez narażenia się na wyciek. Nie ma problemów z montażem i kolizją z przewodami elektrycznymi. Zaskakująco dużą moc układu grzejnik podtynkowy zawdzięcza doskonałemu wymiennikowi wodno-gazowemu. W izolowanym środowisku radiator odbiera temperaturę z wody i transportuje ją na wysokość prawie 2 metrów praktycznie bez strat. W praktyce, cała powierzchnia radiatora oddaje ciepło w równym stopniu w pionie i poziomie. Zastosowana w grzejniku podtynkowym siatka o konstrukcji przypominającej siatkę Rabitza, stanowi wzmocnienie dla tynków. Grzejnik jest też wyjątkowo cienki, ma około 8mm grubości, dzięki czemu mieści się w zwyczajowo stosowanej grubości tynku. Materiał, z którego jest wykonany grzejnik podtynkowy ma dużo niższą rozszerzalność liniową niż rurki z polimerów, dlatego nie wymaga specjalnych elastycznych tynków. Radiator nie wytwarza pola magnetycznego, więc nie przyciąga ładunków wraz z kurzem. Może pracować w układzie nisko- oraz wysokotemperaturowym. 

## Zalety
Główne zalety ogrzewania płaszczyznowego to:
- możliwość umiejscawiania systemu grzewczego, precyzyjnie w miejscu powstawania strat cieplnych
- wysoka efektywność ekonomiczna, niskie zużycie energii, ograniczenie emisji CO2
- prozdrowotny charakter promieniowania cieplnego[1]
- brak konwekcji kurzu, naturalna wilgotność
- poprawa termoizolacyjności przegród zewnętrznych
- brak przemarzania murów
- brak widocznych elementów grzewczych
- równomierny rozkład temperatur
- wysoki komfort cieplny[1]
- cicha praca